# Hanna-Maari Latvala
Hanna-Maari Latvala (née le 30 octobre 1987 à Kokkola) est une athlète finlandaise, spécialiste des épreuves de sprint. 

## Palmarès
| Date | Compétition                       | Lieu      | Résultat | Épreuve | Temps   |
| ---- | --------------------------------- | --------- | -------- | ------- | ------- |
| 2013 | Universiade                       | Kazan     | 4e       | 100 m   |         |
| 2013 | Universiade                       | Kazan     | 2e       | 200 m   | 22 s 98 |
| 2014 | Championnats d'Europe par équipes | Tallin    | 3e       | 100 m   | 11 s 47 |
| 2014 | Championnats d'Europe par équipes | Tallin    | 2e       | 200 m   | 23 s 46 |
| 2014 | Championnats d'Europe             | Zurich    | 7e       | 200 m   | 23 s 48 |
| 2019 | Championnats d'Europe par équipes | Bydgoszcz | 9e       | 100 m   | 11 s 55 |
| 2019 | Championnats d'Europe par équipes | Bydgoszcz | 8e       | 200 m   | 24 s 05 |

## Records
| Épreuve | Marque       | Lieu         | Date                         |
| ------- | ------------ | ------------ | ---------------------------- |
| 100 m   | 11 s 30 (NR) | Zurich       | 12 août 2014                 |
| 200 m   | 22 s 98 (NR) | Kazan Zurich | 10 juillet 2013 14 août 2014 |